# Grove Town Cemetery Méaulte
Le Grove Town British Cemetery Méaulte'' (Cimetière militaire britannique de Grove Town ) est un cimetière militaire de la Première Guerre mondiale, situé sur le territoire de la commune de Méaulte, dans le département de la Somme, au nord-est d'Amiens.

## Localisation
Ce cimetière militaire est situé en pleine campagne au sud-est à 1,5 km du village de Méaulte, en bordure de la piste de l'aéroport. Pour y accéder plus facilement, il faut partir de Bray-sur-Somme et emprunter vers le nord plusieurs chemins vicinaux sur environ 3 km.

## Histoire

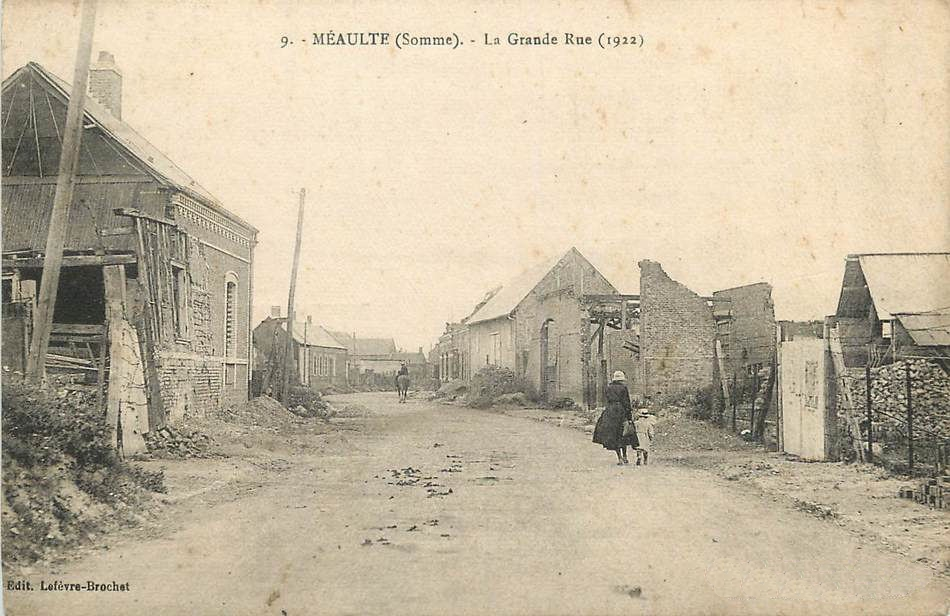
Etat du village à l'issue de la guerre 14-18.

Ce cimetière a été commencé en septembre 1916, par les groupes d'évacuation des blessés  établis à cet endroit, connu des troupes sous le nom de Grove Town, pour inhumer les victimes de la bataille de la Somme. Ce cimetière de Grove Town comporte 1 395 sépultures de la Première Guerre mondiale, parmi ceux-ci, seuls 4 sont non identifiés: ceci vient du fait qu'à cet endroit on ne soignait que des blessés qui arrivaient du front et dont l'identité était connue.

## Caractéristique
Ce cimetière a un plan trapézoïdal.

Il est entouré d'un mur de briques.

Le cimetière a été conçu par Sir Edwin Lutyens.

## Galerie

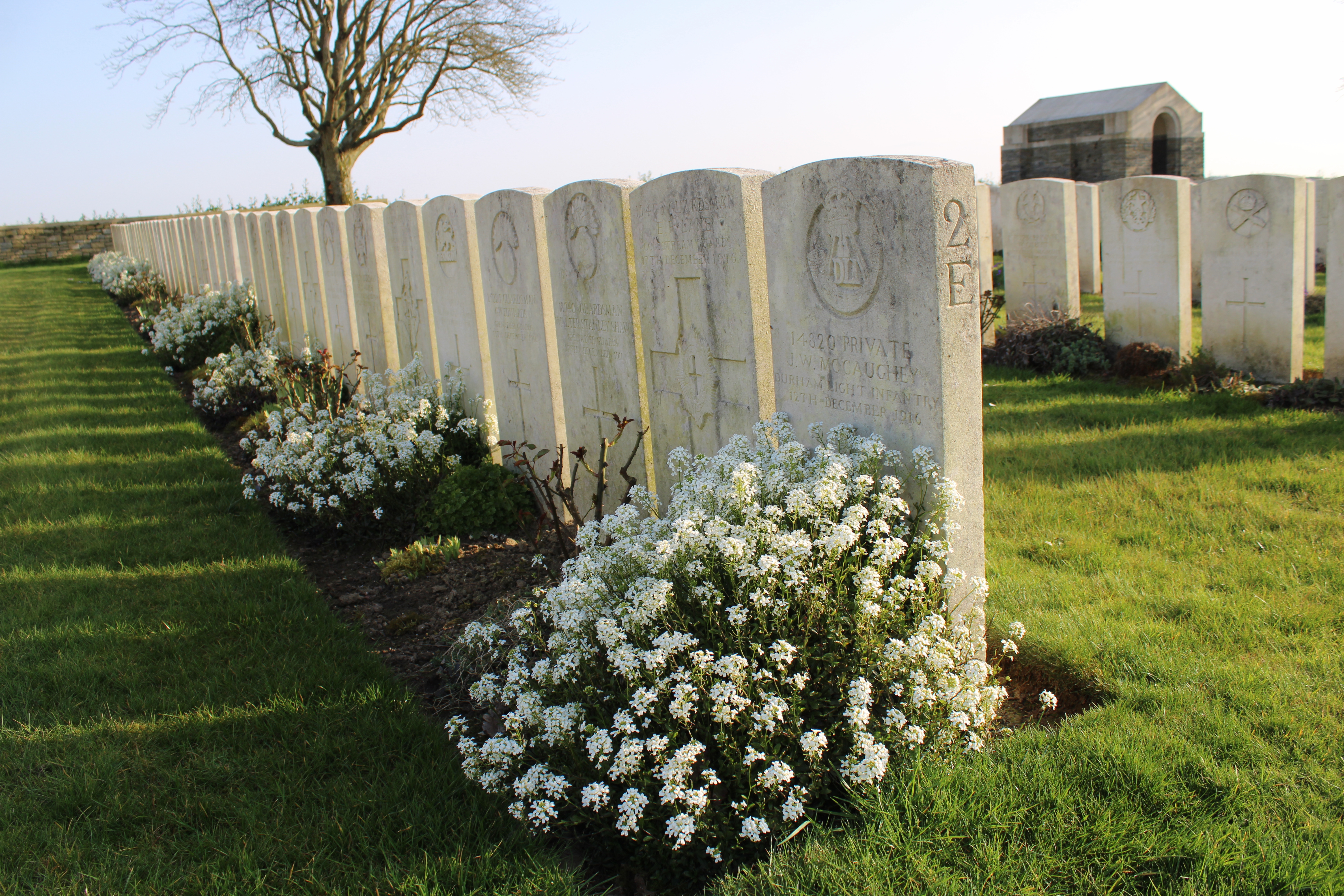
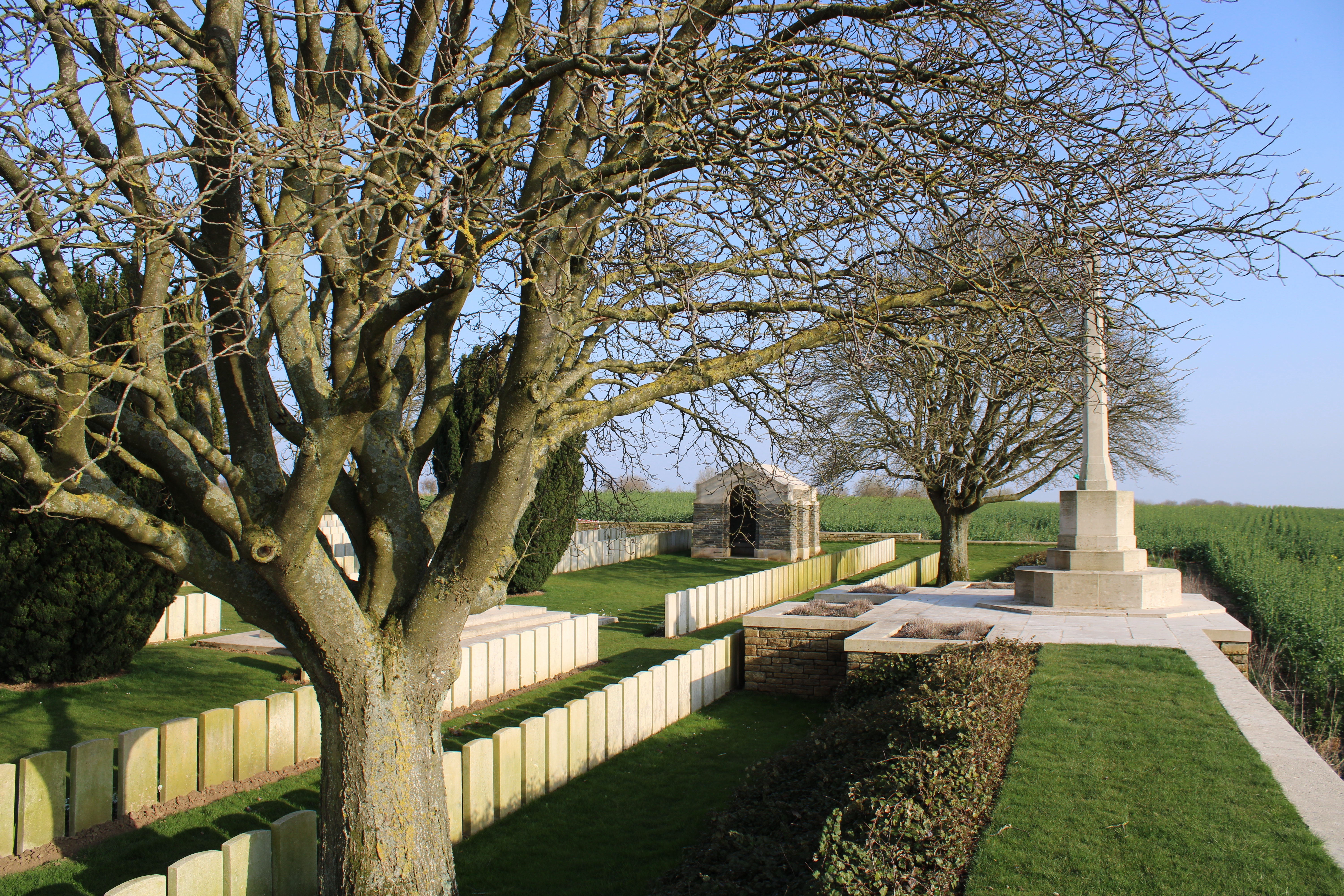
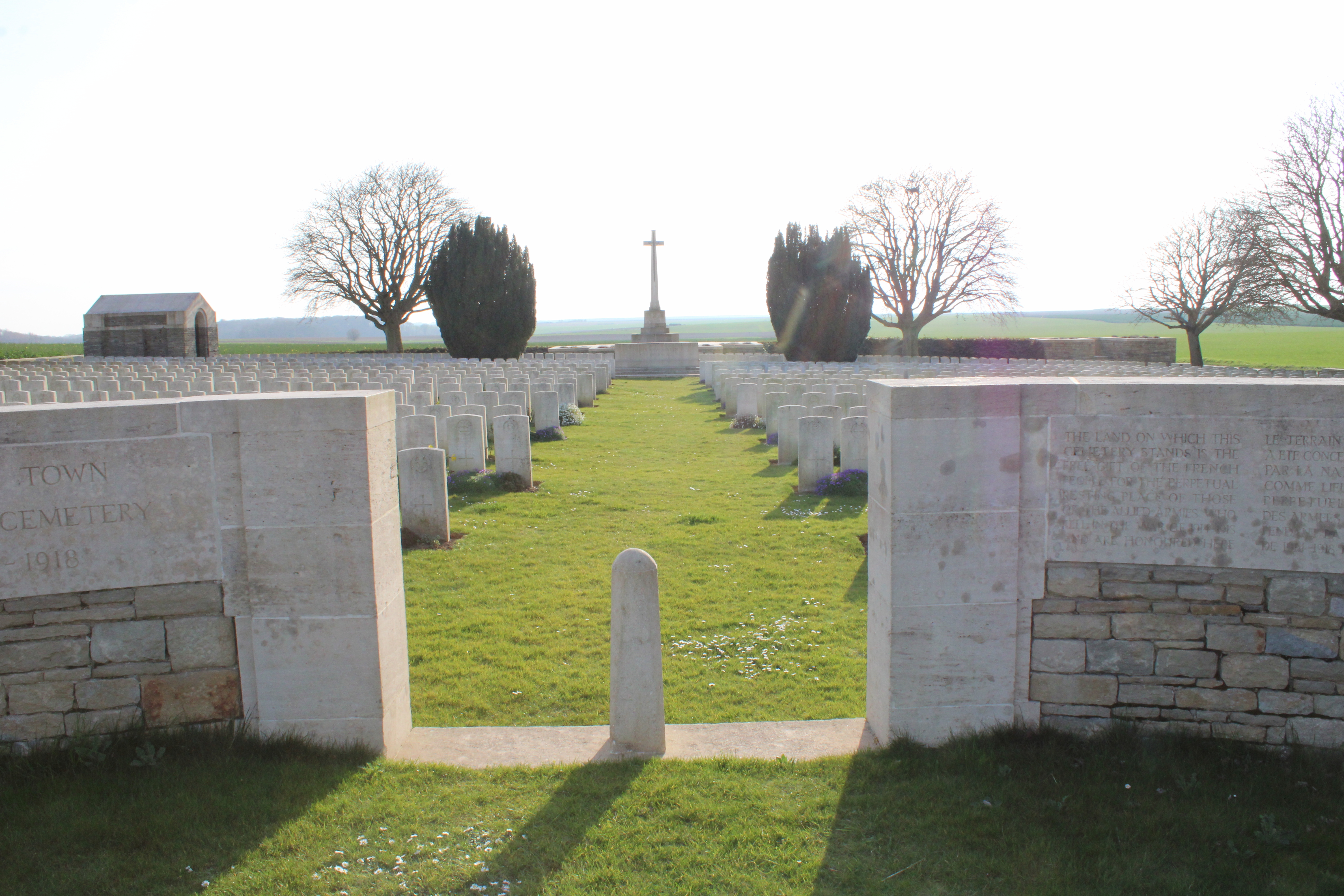
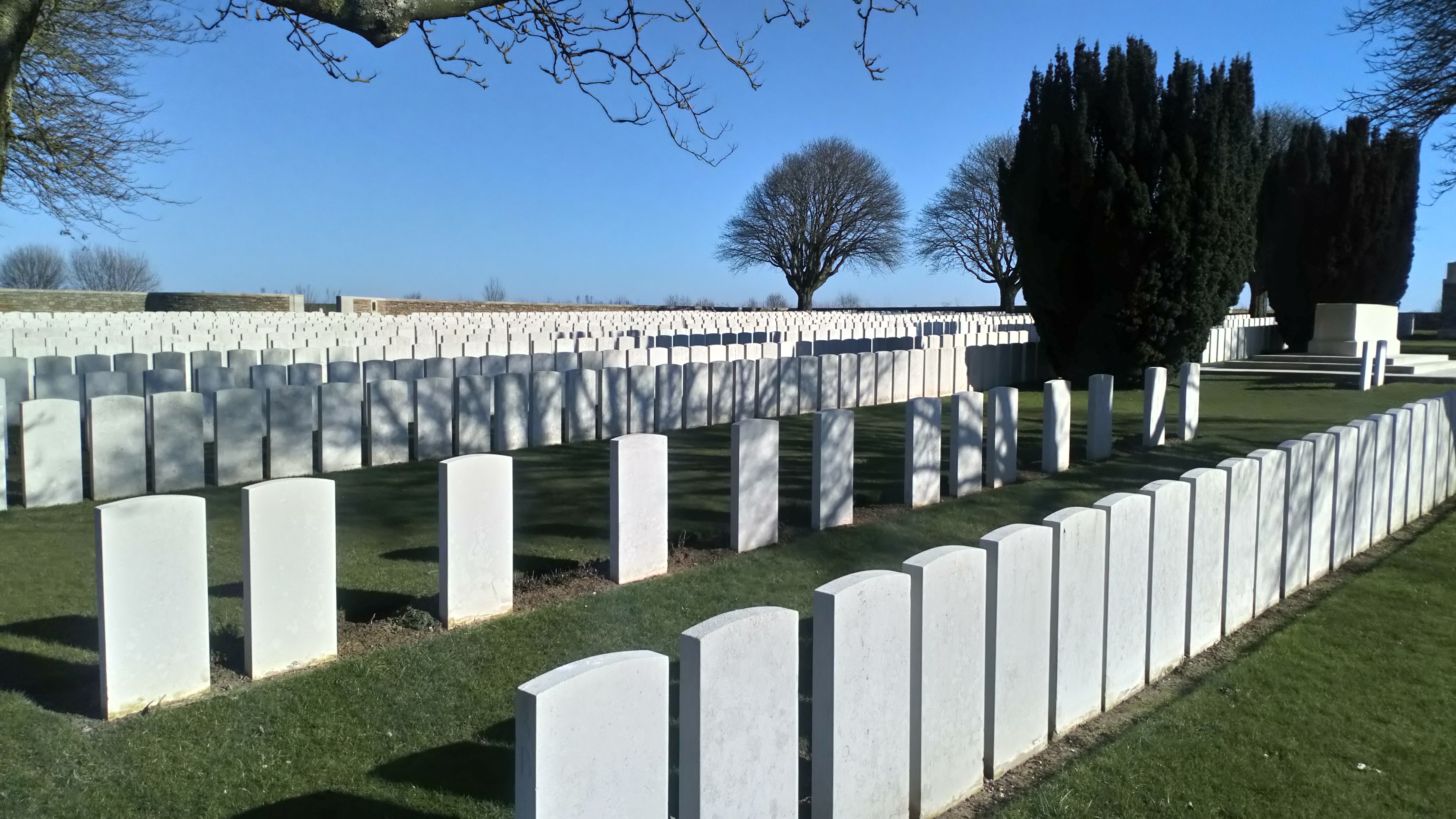
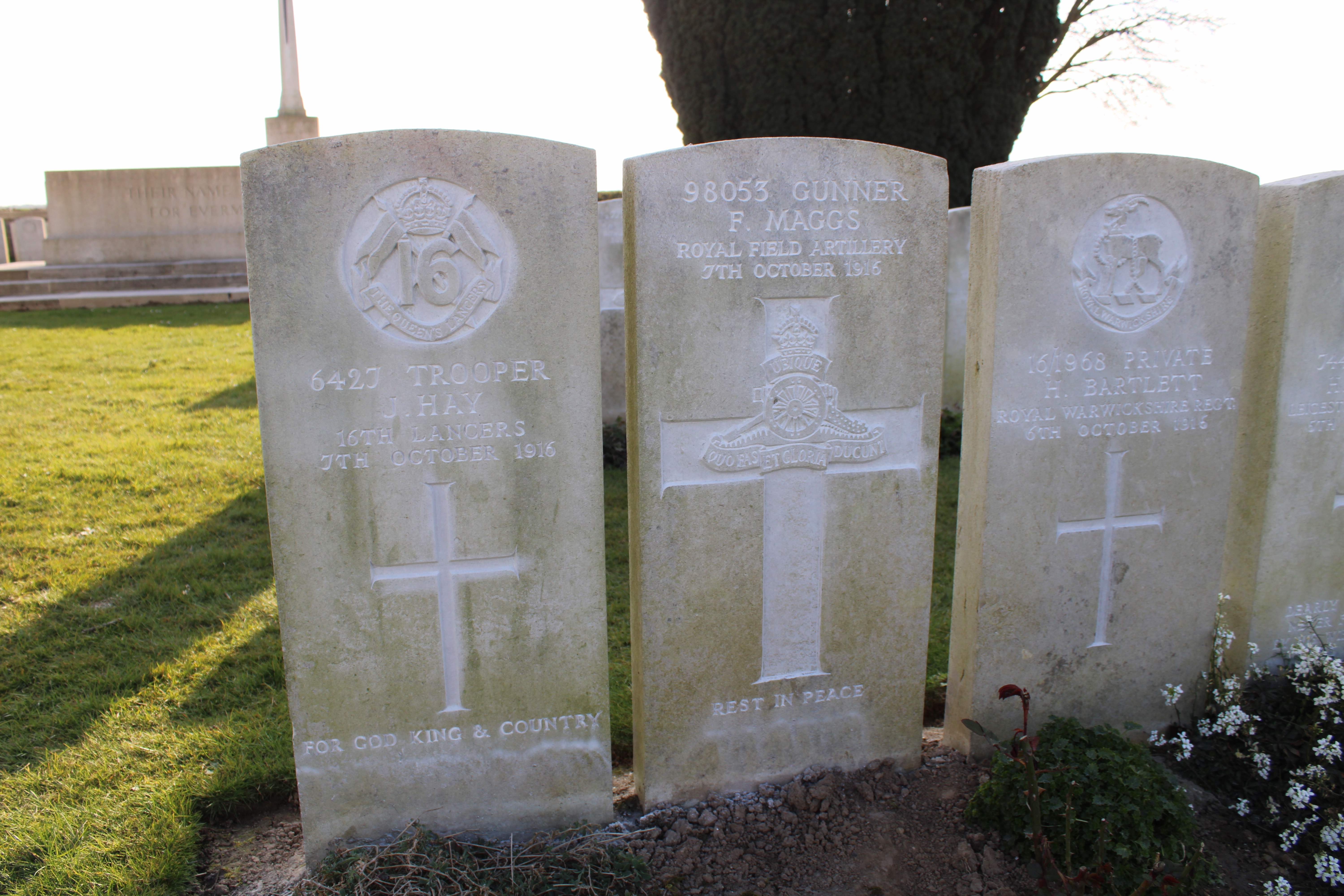
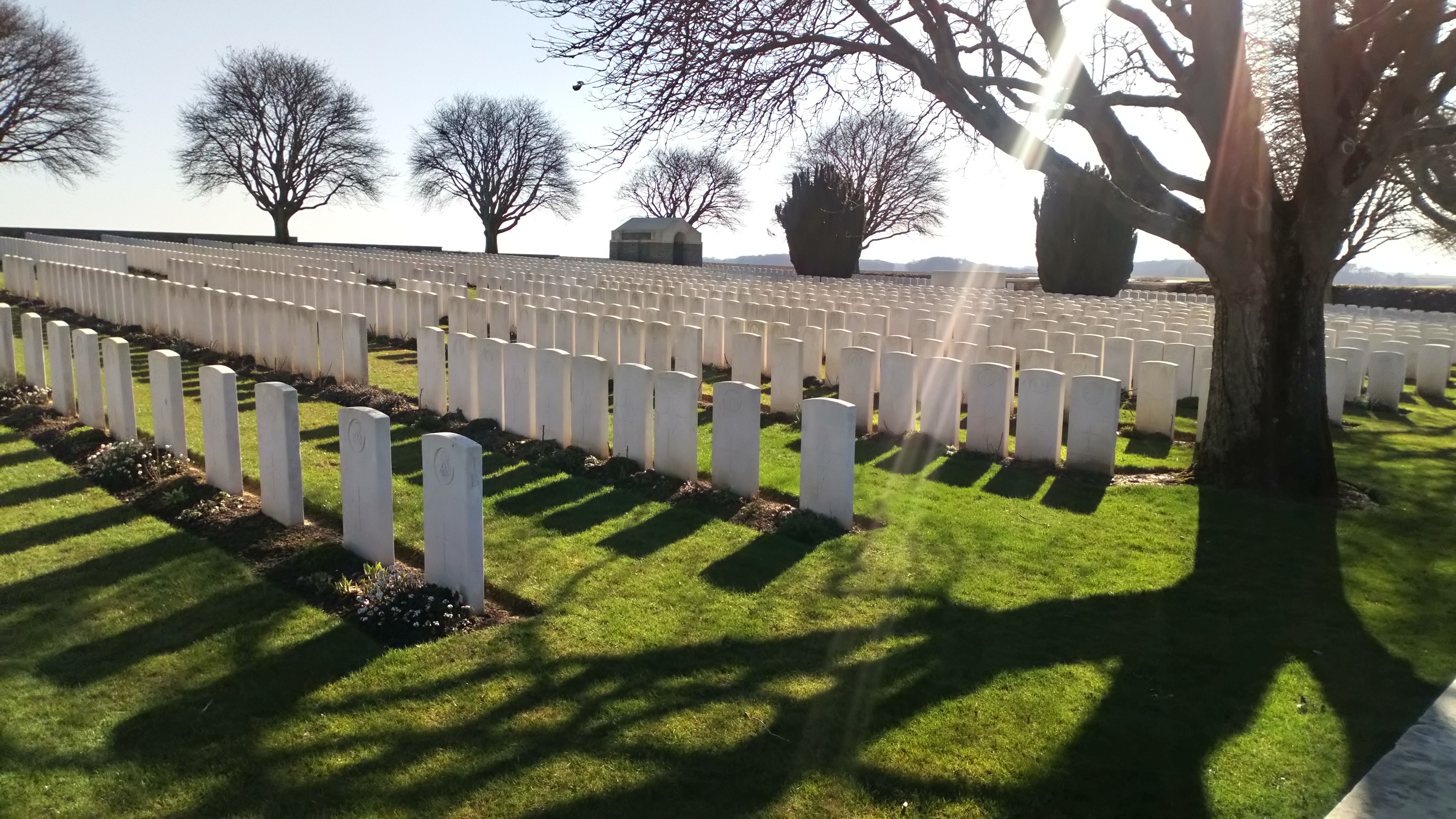

## Sépultures
| Pays             | Sépultures |
| ---------------- | ---------- |
| Royaume-Uni      | 1368       |
| Australie        | 14         |
| Canada           | 12         |
| Nouvelle-Zélande | 1          |
| Total            | 1395       |